# بورول جونز
بورول جونز (به انگلیسی: Burwell Jones) (زادهٔ ۲۳ مارس ۱۹۳۳ – درگذشتهٔ ۶ فوریهٔ ۲۰۲۱) شناگر اهل ایالات متحده آمریکا بود.